# Sita Sings the Blues
Sita Sings the Blues este un film de animație din anul 2008, scris, regizat, produs și animat de artista americană Nina Paley. Filmul interpretează evenimentele din poemul hindus Ramayana, evenimentele fiind narate de un trio de marionete de umbră indiene, muzica de pe fundal fiind Jazz cântat de Annette Hanshaw. Biografia antică și mitologică a Ramayanei este împletită cu o secvență din biografia artistei care a făcut filmul, ca și cum poveștile s-ar petrece în universuri paralele, ele împărțind idei asemănătoare.

## Poveste

### Paralelul contempran
1. ↑   http://www.ifccenter.com/films/sita-sings-the-blues/ Lipsește sau este vid: |title= (ajutor)
2. ↑   http://www.allmovie.com/movie/sita-sings-the-blues-v389241 Lipsește sau este vid: |title= (ajutor)